# Campionats del món de ciclocròs
Els campionats del món de ciclocròs són organitzats per la Unió Ciclista Internacional i tenen lloc tots els anys durant el mes de gener, al final de la temporada de ciclocròs. En el seu origen sols comptava amb la cursa masculina, però el 1979 incorporaren una prova júnior, una amateur el 1996 i la femenina el 2000. Una cursa amateur també es disputà entre 1967 i 1993.

## Proves
- Campionat del món masculí, organitzat des de 1950.
- Campionat del món femení, organitzat des del 2000.
- Campionat del món sub-23 masculí, organitzat des de 1996.
- Campionat del món sub-23 femení, organitzat des de 2016.
- Campionat del món de ciclocròs júnior masculí, organitzat des de 1979.
- Campionat del món de ciclocròs júnior femení, organitzat des de 2020.
- Campionat del món de ciclocròs de relleus mixtes, organitzat des de 2021.
- Campionat del món amateur, organitzat entre 1967 i 1993.

## Seus
| Any  | País           | Vila              |
| ---- | -------------- | ----------------- |
| 1950 | França         | París             |
| 1951 | Luxemburg      | Luxemburg         |
| 1952 | Suïssa         | Ginebra           |
| 1953 | Espanya        | Oñati             |
| 1954 | Itàlia         | Crenna            |
| 1955 | Sarre          | Saarbrücken       |
| 1956 | Luxemburg      | Luxemburg         |
| 1957 | Bèlgica        | Edelare           |
| 1958 | França         | Llemotges         |
| 1959 | Suïssa         | Ginebra           |
| 1960 | Espanya        | Tolosa            |
| 1961 | RFA            | Hannover          |
| 1962 | Luxemburg      | Esch-sur-Alzette  |
| 1963 | França         | Calais            |
| 1964 | Bèlgica        | Overboelare       |
| 1965 | Itàlia         | Cavaria           |
| 1966 | Espanya        | Beasain           |
| 1967 | Suïssa         | Zúric             |
| 1968 | Luxemburg      | Luxemburg         |
| 1969 | RFA            | Magstadt          |
| 1970 | Bèlgica        | Zolder            |
| 1971 | Països Baixos  | Apeldoorn         |
| 1972 | Txecoslovàquia | Praga             |
| 1973 | Regne Unit     | Londres           |
| 1974 | Espanya        | Bera              |
| 1975 | Suïssa         | Melchnau          |
| 1976 | França         | Chazay-d'Azergues |
| 1977 | RFA            | Hannover          |

| Any  | País           | Vila                |
| ---- | -------------- | ------------------- |
| 1978 | Espanya        | Amorebieta-Etxano   |
| 1979 | Itàlia         | Saccolongo          |
| 1980 | Suïssa         | Wetzikon            |
| 1981 | Espanya        | Tolosa              |
| 1982 | França         | Lanarvily           |
| 1983 | Regne Unit     | Birmingham          |
| 1984 | Països Baixos  | Oss                 |
| 1985 | Alemanya       | Múnic               |
| 1986 | Bèlgica        | Lembeek             |
| 1987 | Txecoslovàquia | Mladá Boleslav      |
| 1988 | Suïssa         | Hägendorf           |
| 1989 | França         | Pontchâteau         |
| 1990 | Espanya        | Getxo               |
| 1991 | Països Baixos  | Gieten              |
| 1992 | Regne Unit     | Leeds               |
| 1993 | Itàlia         | Corva di Azzano     |
| 1994 | Bèlgica        | Koksijde            |
| 1995 | Suïssa         | Eschenbach          |
| 1996 | França         | Montreuil           |
| 1997 | Alemanya       | Múnic               |
| 1998 | Dinamarca      | Middelfart          |
| 1999 | Eslovàquia     | Poprad              |
| 2000 | Països Baixos  | Sint-Michielsgestel |
| 2001 | Txèquia        | Tábor               |
| 2002 | Bèlgica        | Zolder              |
| 2003 | Itàlia         | Monopoli            |

| Any  | País          | Vila           |
| ---- | ------------- | -------------- |
| 2004 | França        | Pontchâteau    |
| 2005 | Alemanya      | Sankt Wendel   |
| 2006 | Països Baixos | Zeddam         |
| 2007 | Bèlgica       | Hooglede       |
| 2008 | Itàlia        | Treviso        |
| 2009 | Països Baixos | Hoogerheide    |
| 2010 | Txèquia       | Tábor          |
| 2011 | Alemanya      | Sankt Wendel   |
| 2012 | Bèlgica       | Koksijde       |
| 2013 | Estats Units  | Louisville     |
| 2014 | Països Baixos | Hoogerheide    |
| 2015 | Txèquia       | Tábor          |
| 2016 | Bèlgica       | Heusden-Zolder |
| 2017 | Luxemburg     | Belvaux        |
| 2018 | Països Baixos | Valkenburg     |
| 2019 | Dinamarca     | Bogense        |
| 2020 | Suïssa        | Dübendorf      |
| 2021 | Bèlgica       | Oostende       |
| 2022 | Estats Units  | Fayetteville   |
| 2023 | Països Baixos | Hoogerheide    |
| 2024 | Txèquia       | Tábor          |
| 2025 | França        | Liévin         |
| 2026 | Països Baixos | Hulst          |
| 2027 | Bèlgica       | Oostende       |
| 2028 | Països Baixos | Hoogerheide    |
| 2029 |               |                |
| 2030 | Bèlgica       | Namur          |